# Cratere Dawa
Dawa è un piccolo cratere lunare di 0,65 km situato nella parte sud-orientale della faccia visibile della Luna.